# Industria (colonia romana)
La colonia surgió probablemente entre el 124 y el 123 a.C., en el ámbito de una serie de fundaciones de colonias en las tierras del Monferrato queridas del cónsul Marco Fulvio Flacco, cerca del precedente aldea ligur de Bodincomagus («lugar de mercado sobre el río Po», del nombre ligure del río, Bodincus) citado de Plinio el Viejo en la suya Naturalis historia. La ciudad era inscrita en la tribu Pollia y estaba comprendida en la regio IX de Italia augustea.
Gracias a su posición geográfica, próxima a la confluencia de la Dora Baltea en el río Po, que la ponía en comunicación con el Valle de Aosta y sus minas para vía fluvial, fue un centro comercial y artesanal (metalurgia). Aquí de hecho scalavano las chiatte cargas de lastre de jalones de las Alpi, dispuestas para ser enviadas a algún sitio de la República romana.
La ciudad pasó a quedar abandonada en los siglos V-VI, probablemente a causa de las repetidas incursiones de los hunos en el territorio, y en la localidad surgió una pieve.
Os estuvieron conducidos excavaciones a partir de la mitad del XVIII siglo. Ha sido reportado en luz un santuario, dedicado a divinidades orientales Iside y Serapide, consistente en un patio con pórtico semicircular a una extremidad y dos ambientes rectangulares sobre el lado opuesto. En el área sagrada se encontraban también una estructura para la purificación y las habitaciones de los sacerdotes.
El santuario estuvo construido en época augusteo-tiberiana y sufrió intervenciones a la mitad del I siglo d.C. y bajo el emperador Adriano. El santuario cesó las propias actividades en el IV siglo.
En las excavaciones fueron rinvenute numerosas estatuillas y objetos en bronce, conservados cerca del Museo de Antigüedad de Turín. El área de las excavaciones son propiedades del Estado Italiano. Otro sitio arqueológico es el teatro, con museos y eventos musicales y artísticos. En el 2016 ha hecho registrar 2 989 visitantes y la entrada es gratuita.

## Historia

### Los orígenes
Gracias al definitivo apaciguamiento de la región monferrina seguida a las campañas militares del cónsul Marco Fulvio Flacco (124-123 a.C.), la ciudad romana de Industria poté surgir y desarrollarse en los pressi de la aldea ligur de Bodincomagus, sobre las orillas del Po, cerca de la confluencia con la Dora Baltea. La posición sobre las sponde del “río más rico de Italia”, según la definición de Plinio el Viejo, en un punto favorable a los intercambios mercantiles, se reveló fundamental para la economía de la ciudad, desde que facilitaba el transporte y el smercio de los productos de las actividades extractivas procedentes de las minas del Valle de Aosta. La fiorente actividad manufacturera y comercial era gestionada por familias de mercanti italici, llegados sobre el lugar acompañado de hábil manodopera. El ritrovamento de numerosos objetos de bronce, esté producidos localmente, sea de importación, las monedas, las estructuras de botteghe artesanas y de habitaciones de impronta señoral, atestiguan el nivel de agiatezza alcanzado de los habitantes en el periodo comprendido entre los siglos I y II d.C. Industria era además un notable polo religioso para la presencia de un importante santuario, legado a cultos de origen griego-oriental.

### Del altomedievo a las investigaciones arqueológicas
La ciudad romana de Industria sufrió una notable contracción entre el IV y las finas del V siglo d.C., aunque una parte del habitado continuó a ser utilizado con la relativa función cimiteriale.
Se supone que el progresivo abandono no esté legado a una crisis demográfica, pero bastante a la destrucción de los grandes templos paganos y a la redistribución de los habitantes en núcleos esparcidos por el territorio, facenti jefe a un edificio religioso (pieve). La comunidad cristiana de Industria es antigua y está citada en una letra de San Eusebio enviada de Scitopoli (Palestina) entre el 356 y el 361 d.C. La presencia de un edificio usado colectivamente de la población favoreció el mantenimiento del nombre, aunque modificado en Dustria oppure Lustria y limitado al área en la cual surgió la iglesia, a lo largo de una antigua vía de peregrinación, del Po hacia los santuari paganos. En el X siglo la pieve de Dustria dependía de la diócesis de Vercelli; durante el bajo medioevo el habitado se concentró sobre el con el junto, se dotó de una nueva parroquia y dio origen a Monteu de Po. Las excavaciones ottocenteschi, efectuadas en el área circostante la estructura, llevaron a la luz tombe, fragmentos de cerámica e inscripciones; otra tumba altomedievale, priva de corredo, vino rinvenuta en el 1960. Los restos murari actualmente visibles son ascrivibili a dos fases, la más reciente que las cuales es del XII siglo, y se insertan en un complejo de edificios religiosos del Románico astigiano, estudiado con particular cura de la Soprintendenza para los Bienes Arquitectónicos y Paesaggistici del Piemonte para sus notables características arquitectónicas. En tal grupo, cuyo capofila está representado de la canónica de Santa María de Vezzolano, se inserta la junta Abadía de Santa Fe a Cavagnolo.

### Las investigaciones arqueológicas
Para la individualización de Industria, annoverata de Plinio el Viejo entre las nobilia oppida de la región augustea IX Liguria, fue fundamental el hallazgo, cerca del país de Monteu de Po, de una inscripción en bronce riportante el nombre de los antiguos habitantes. El descubrimiento, publicada en el 1745 a Turín en el volumetto El sito de la antigua ciudad de Industria descubierta e ilustrada, a cura de Giovanni Paolo Ricolvi y Antonio Rivautella, dio impulso a nuevas pesquisas. Entre el 1811 y el 1813 las excavaciones conducidas del conde Bernardino Morra de Lauriano produjeron importantes resultados documentados de mesas extremadamente accurate. 
Vinieron reportados a la luz un gran edificio de forma semicircular entonces erróneamente interpretado como un teatro más de a una gran cantidad de reperti, en particular numerosos bronzetti, algunos de los cuales de notable raffinatezza. En el curso del siglo XIX el sito, en falta de leyes de tutela, sufrió saqueos sistemáticos. 
Volvió a destare interés scientifico finalmente del siglo, gracias a la obra de Ariodante Fabretti, director del Regio Museo Egipcio y de Antigüedad, al cual se debe la reanudación de las investigaciones. En tiempos más recientes (1961-1963) las campañas de excavación conducida de la Universidad de Turín en colaboración con la Soprintendenza han llevado, entre otro, a la interpretación de la estructura semicircolare al igual que templo dedicado a los cultos orientales. En el último trentennio la Soprintendenza ha ampliado el área de excavación y catalogado los reperti definiendo la cronología precisa de las transformaciones urbanas.

## La colonia

### La instalación urbana
Industria era un centro urbano de pequeñas dimensiones, de forma pressoché cuadrada (lado 400 m alrededor), caracterizada de una instalación rectangular formada por isolati rettangolari (40 x 70 m). El área reportada a la luz medida respecto 15.000 m², correspondiente a un décimo de la ciudad originaria; las estructuras rinvenute, conservadas sólo a nivel de fundaciones, pertenecen a habitaciones, botteghe y lugares de culto. La calle, con andamento este-oeste que da acceso al área arqueológica, está flanqueada por habitaciones risalenti al I siglo d.C. En el grupo de edificios sobre la derecha es presente una domus que se desarrolla alrededor de un patio rodeado de un porticato, el peristilo, sobre el cual se affacciano los ambientes residenciales; a lo largo de la misma vía sobre la siniestra surgían casas con laboratorios artesanos y botteghe. Svoltando a derecha a la incrocio se recorre la amplia calle porticata que atraviesa la ciudad de norte a sur, separando los bloqueos abitativi del área sagrada, sino a alcanzar un grande ambiente de forma cuadrada, presumiblemente destinado a las reuniones de los fieles. Enfrente surgen los restos del que fue el imponente templo de Iside (mitad EL SIGLO d.C.). La estructura, de planta rectangular, está insertada en un peristilo y está precedida de un pronao (atrio) articulado en dos cámaras; la cella es única y la escalinata de entrada está puesta a este. Detrás al edificio, algunas estructuras constituían el percorso de las procesiones durante las ceremonias y immettevano en el templo de Serapide (mitades/finas II SIGLO d.C.). Este edificio monumental se desarrolla con un gran patio central, rodeado de un pasillo semicircolare y presenta una celda poligonal ubicada en fondo, al centro del emiciclo, y flanqueada por dos templetes.

### Las fases de vida de la ciudad
LOS datos arqueológicos sobre la primera fase de vida de Industria son scarsi: las construcciones más antiguas presentan una técnica construcción accurata en jalón local sbozzata, con raro empleo de laterizi. De la segunda mitad del I siglo d.C. el área está dominada del templo de Iside, puesto al centro de un sistema regular de calles, edificios y espacios abiertos planeados. Al inicio del II siglo el área sagrada viene ampliada con la edificación de un gran templo semicircular dedicado a Serapide, el consiguiente desguace de precedentes edificios y la construcción de un pórtico alrededor al área del foro. Entre el I y el II siglo d.C. la ciudad vive un periodo de esplendor, gracias a la floreciente economía y al llamado ejercitado del importante centro religioso. El espacio urbano viene habitado ininterrumpidamente hasta finales del IV siglo d.C.; en seguido los rastros de vida se hacen más labili. Con el formarse sobre el sitio de una comunidad cristiana el área pagana viene abandonada, saqueada y parcialmente destruida. El habitado en cambio perdura en el alto medioevo: os toco rastros de habitaciones y de la utilización de áreas públicas para sepelios esporádicos, entre las cuales una tumba longobarda dotada de corredor (principios del siglo VII d.C.).

### El culto de Isis
El culto de la diosa madre es presente en todas las religiones antiguas. En Egipto la diosa madre es Isis, la cual forma con Osiris y Horus la tríada que representa la vida más allá de la muerte. Con la advenimiento de la dinastía tolemaica (323 a.C.) el culto de Isis se difunde en todo el Mediterráneo, en asociación con Serapis, que une el griego Zeus-Hades con el egipcio de Osiris-Apis, divinidad en forma de toro adorada en Menfis, cuyos animales sagrados eran sepultados en el Serapeo de Saqquara. En el mismo periodo Horus, siempre raffigurato como un bimbo, viene denominado también Harpócrates. En el II siglo a.C. el culto isiaco se difunde en Italia centro-meridional, alcanza Roma donde viene instituido el colegio de los pastophoroi (sacerdotes de Iside, literalmente “portadores de sagrados objetos”) y para el trámite del puerto de Aquileia se difunde en el norte Italia. A Industria approda junto con los mercaderes italici acompañados de mano de obra servil de origen griego, de antaño impegnati en tráficos entre el mar Adriático y Grecia, entre los cuales spiccano las familias de los Avilii y de los Lollii (atestiguadas también en la isla de Delos y en Padua). La notable cantidad de manufatti en bronce restituido de las excavaciones conducidas en el área sagrada comprende entre el otro la lastra que acuerda el local collegio de los pastophoroi, firmada del artesano Trophimus Graecanus, un sistro, es decir un instrumento musical sacudido rítmicamente durante las ceremonias, según la descripción abastecida de Apuleio en las “Metamorfosis”, y numerosos pequeños toros ofrecidos a Serapide.

### Conservación y fruición
Las estructuras reportadas a la luz a Industria son extremadamente frágiles y acusan la acción de los agentes atmosféricos; además en años recientes el sitio arqueológico se ha visto afectado por la expansión urbanística. Ahora la colaboración entre la administración comunal y la Región Piemonte, gracias también al Sistema de las Áreas protegidas de la fascia fluvial del Po abre nuevas posibilidades de tutela y valorización. En la allestimento del Museo de Antigüedad de Turín se está dado particular espacio al material de Industria para su extraordinaria importancia histórica, arqueológica y artística. LOS reperti en bronce están expuestos íntegramente más vitrinas: algunos son estrechamente legados a los ritos, al igual que las statuine de Iside-Fortuna, de Tike (las surgidas), un sistro y una situla (surgida de secchiello votivo) a forma de cabeza de joven, más de a lucerne votive (II SIGLO d.C.), torelli ofrecidos a Serapis y bronzetti raffiguranti otros animales. Se admiran obras extremadamente raffinate: el trípode, decorado de figure los Bes, de sfingi, de Victorias aladas, sormontato de pequeños arbusti de Bacco, el altorilievo con danzarinas veladas, el complejo de estatuillas que decoraban un balteo, es decir un pectoral de parata para caballo, representando una escena de combate entre romanos y bárbaros. El noto Sileno, una pieza de calidad extraordinaria, ha sido atribuido a un taller helenístico-pergamena (II SIGLO a.C.). Acordemos finalmente la lastra bronzea que reporta la dedica al colegio de los pastophoroi (sacerdotes de Iside) aparte de L. P. Herennianus, de los cuales vienen acordadas las cargas públicas, y una placchetta con la imagen de Arpócrates (siglo IV d.C.) que documenta la presencia de fieles de la diosa Isis también en época tardo romana.

## Galería de imágenes

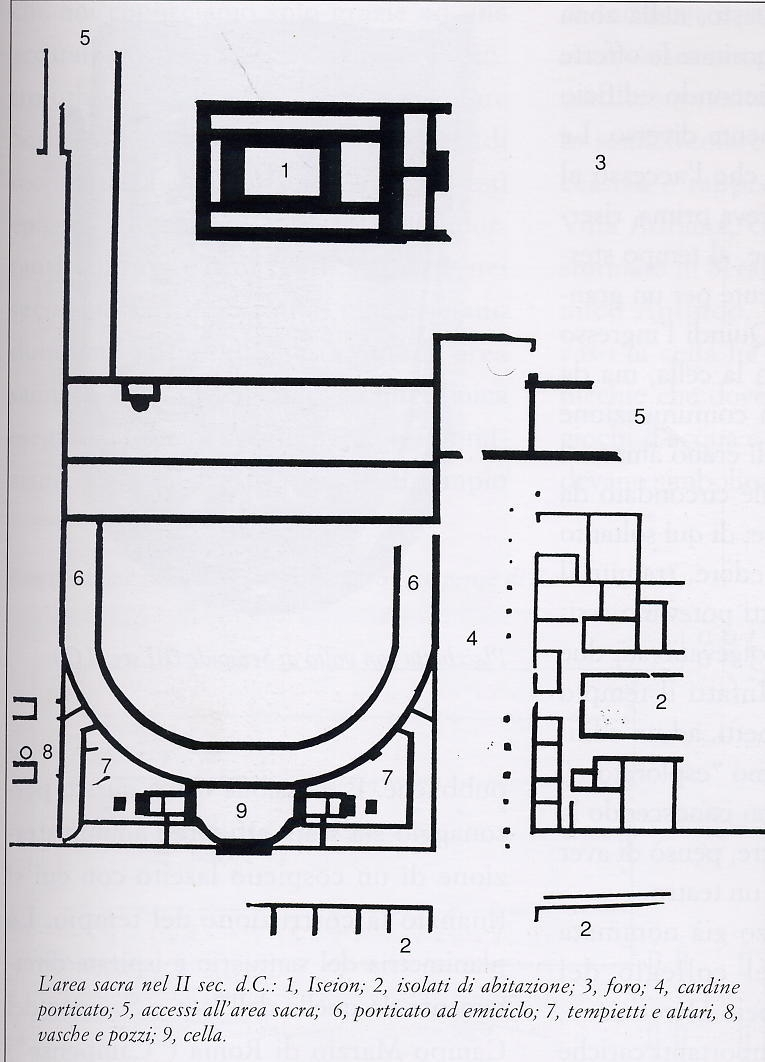
Piantina del sito arqueológico de Industria
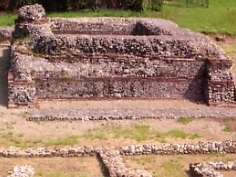
Iseion de Industria
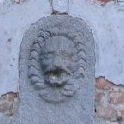
Mascherone leonino de Industria ahora murato en la parroquia de Monteu de Po